# 4 Pułk Grenadierów (Cesarstwo Niemieckie)
4 Pułk Grenadierów im. Króla Fryderyka I (3 Wschodniopruski) (niem. Königlich-Preußisches Grenadier-Regiment König Friedrich der Große (3. Ostpreussisches) Nr. 4) – pułk piechoty niemieckiej.
Pułk został sformowany 1 maja 1626 .
W wyniku mobilizacji, w sierpniu 1914 pułk osiągnął gotowość bojową i w składzie 3 Brygady Piechoty 2 Dywizji został wysłany na front wschodni.

## Schemat organizacyjny
- I Korpus Armijny, Królewiec
  - 2 Dywizja Piechoty - (2. Infanterie-Division), Królewiec
    - 3 Brygada Piechoty - (3. Infanterie-Brigade), Królewiec
      - 4 pułk grenadierów im. Króla Fryderyka Wielkiego (3 Wschodniopruski) - (Königlich-Preußisches Grenadier-Regiment König Friedrich der Große (3. Ostpreussisches) Nr. 4), Królewiec